# Osage (Iowa)
Pour les articles homonymes, voir Osage.
La ville d’Osage est le siège du comté de Mitchell, dans l’État de l’Iowa, aux États-Unis. Sa population s’élevait à 3 619 habitants lors du recensement de 2010, estimée à 3 547 habitants en 2018.

## Personnalité liée à la ville
L’homme politique Mike Johanns est né à Osage en 1950.

## Source
- (en) Cet article est partiellement ou en totalité issu de l’article de Wikipédia en anglais intitulé « Osage, Iowa » (voir la liste des auteurs).